# Варшавське герцогство
Варшавське герцогство (фр. Duché de Varsovie; нім. Herzogtum Warschau; рос. Варшавское герцогство), у польських джерелах Варшавське князівство (пол. Księstwo Warszawskie) — колишня польська держава, заснована Наполеоном в 1807 на польських теренах, відданих Прусському королівству Тільзітським договором. Герцогство було в особистій унії з наполеонівським альянсом. Після Французько-російської війни 1812 року, герцогство було зайняте прусськими і російськими військами у 1815, країна була формально розділена між двома державами згідно з рішеннями Віденського конгресу.
Герцогство часто іменують некоректно, як Велике князівство Варшавське, або також Велике герцогство Варшавське.

## Утворення герцогства
Область герцогства звільнило народне повстання, в 1806. Одне з перших завдань для нового уряду було забезпечення продовольством французької армії у Східній Пруссії.
Варшавське герцогство засноване Наполеоном I в 1807 з польських земель, відданих Королівству Пруссії Тільзітським договором. Його створення стало можливим завдяки підтримці місцевих республіканців і великій польській діаспорі у Франції, які відкрито підтримували Наполеона як людину, здатну відновити Польську державність після поділів Речі Посполитої наприкінці 18-го століття.
Хоча країна була створена, як васальна держава (і була лише герцогством, замість того, щоб бути королівством), поляки сподівалися, що з часом нація зможе повернути її колишній статус і колишні кордони.
Новостворена держава була формально незалежним герцогством, в альянсі з Францією, і в особистій унії з Саксонією. Фрідріх Август I був примушений Наполеоном, зробити його нове королівство конституційною монархією, з парламентом (Сеймом).
Проте, герцогству ніколи не дозволялося розвиватися як повністю незалежній державі; Правління Фрідріха Августа I було підпорядковане французьким національним інтересам, які значною мірою розглядали Польщу як джерело ресурсів. Головною особою в герцогстві був фактично французький посол. Герцогство значно відчувало недолік його власного дипломатичного представництва за кордоном.
У 1809 відбулась коротка війна з Австрією. Хоча Разинська битва була виграна, австрійські солдати увійшли у Варшаву, але війська герцогства і французів потім обійшли фланг і захопили Краків, Львів і багато з областей, анексованих Австрією під час поділів Речі Посполитої. Згідно з Шонбруннським договором істотно було розширено території герцогства на південь з відновленням колишніх польсько-литовських земель.

## Географія і населення
Згідно з Тільзитським договором, герцогство займало терени 2-ї і 3-ї прусських частин поділів Речі Посполитої, за винятком Данцига, який став Вільним містом Данцигом під Французьким і Саксонським «захистом», і район, довкола Білостока, який був наданий Росії. Прусська територія була складена з території від колишніх Прусських провінцій Нова Східна Пруссія, Південна Пруссія, Нова Сілезія і Західна Пруссія. Крім того, нова держава отримала область уздовж річки Нотець і Холмський край.
Початково герцогство обіймало площу близько 100 тис. км². За переписом 1808 року чисельність населення герцогства становила 2 319 396 осіб. Більшість його мешканців були поляками. Після анексії в 1809 австрійської Галичини і областей навколо Замостя і Кракова, площа герцогства була значно збільшена до 155 тис. км², і населення до 4,3 млн.

### Адміністративно-територіальний устрій
Герцогство ділилося на департаменти, кожен назвався на честь їх головного міста. Спочатку, було 6 департаментів, які поділялися на 60 повітів:
- Варшавський департамент
- Познанський департамент
- Каліський департамент
- Бидгоський департамент
- Плоцький департамент
- Ломжинський департамент

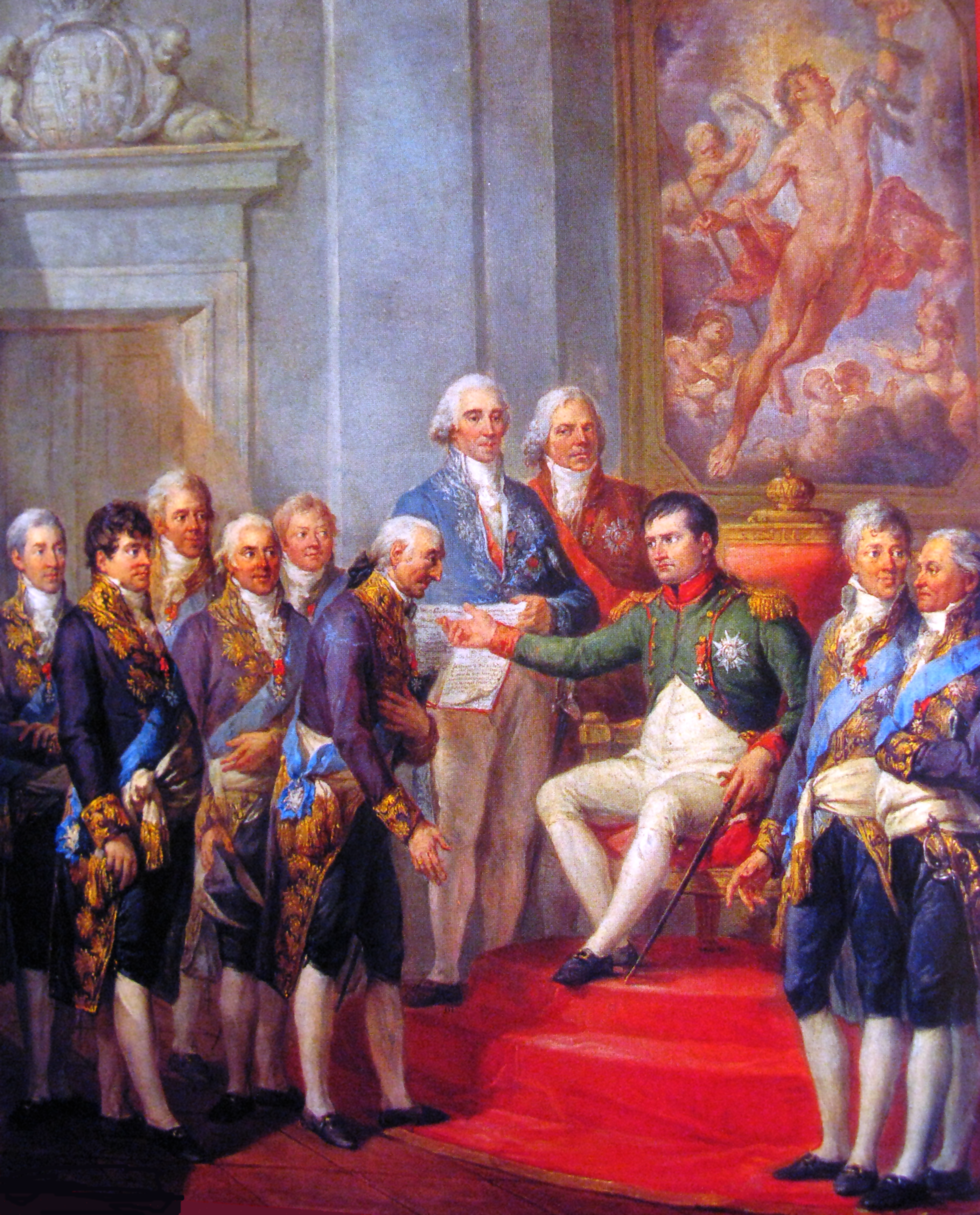
Наполеон приймає конституцію Варшавського герцогства в 1807

Додаткова територія придбана в 1809 була організована в 4 департаменти:
- Краківський департамент
- Люблінський департамент
- Радомський департамент
- Седлецький департамент

## Військові і економічні вимоги
Збройні сили герцогства були цілком під французьким контролем через його військового міністра, князя Понятовського, який був також Маршалом Франції. Фактично, герцогство було сильно мілітаризоване, оскільки було на кордоні з Пруссією, Австрійською імперією і Росією і було істотним джерелом військ у різних кампаніях Наполеона.
Постійне військо було значним за чисельністю порівняно з числом мешканців герцогства. Спочатку, складалось з 45,000 регулярних солдатів (кінноти, і піхоти), його кількість збільшилося до 100,000 в 1810, і під час російсько-французької війни в 1812, його армія нараховувала майже 200,000 солдатів (при загальній чисельність населення приблизно 4.3 мільйона осіб).
Великий вантаж примусового військового вербування, разом з експортом зерна, викликав істотні проблеми для економіки герцогства. Стан ще погіршився в 1808, коли Французька імперія нав'язала герцогству угоду в Байонні, по якій герцогство брало на себе борги Пруссії перед Францією.

## Кінець герцогства

### Наполеонівська кампанія проти Росії

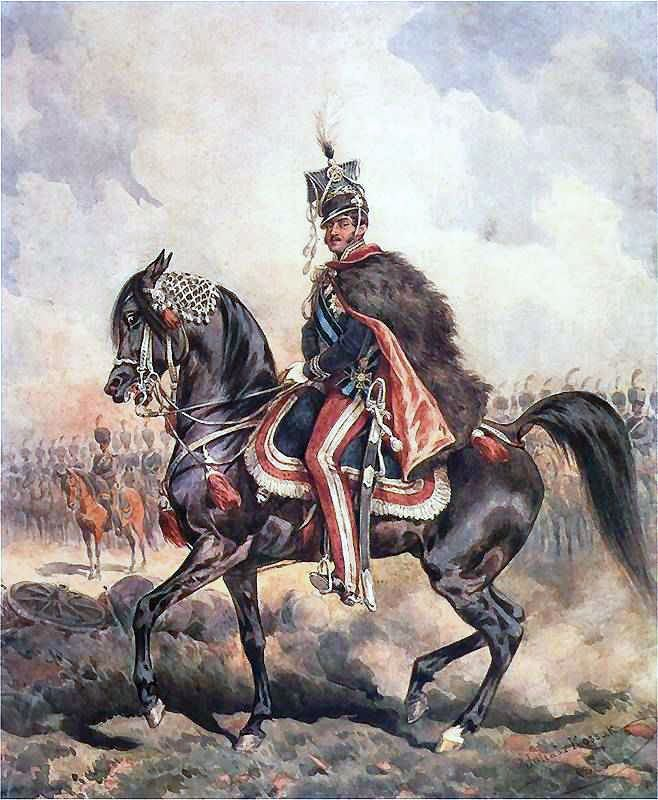

Поляки чекали в 1812, що герцогство отримає статус королівства і протягом Наполеонівської компанії в Росії, мало приєднати звільнені території Великого князівства Литовського, історичного партнера Польщі по Речі Посполитій. Проте Наполеон не хотів ухвалювати рішення, яке зв'язало б його руки перед мирним рішенням, що передбачалося, з Росією. Проте він проголосив напад на Росію як Другу польську війну.
Цей мир не було підписано. Наполеонівська Велика армія, у тому числі істотний контингент польських солдатів, мав намір поставити Російську імперію на коліна, але його військові амбіції розбила комбінація росіян і жахливий зимовий клімат; небагато повернулося з походу на Москву. Невдала кампанія проти Росії виявилося переломною в успіхах Наполеона.
Після поразки Наполеона на сході, більшість з території Варшавського герцогства перейшли до Росії в січні 1813 під час походу на Францію і його німецьких союзників. Хоча декілька ізольованих фортець протрималось більше року, існування держави прийшло до кінця. Олександр І створив Тимчасову Найвищу Раду Варшавського герцогства, щоб управляти областю через своїх генералів.

### Віденський конгрес і четвертий поділ
Хоча багато Європейських держав і екс-правителів було представлено на Віденському конгресі в 1815, ухвалення рішення було значною мірою в руках головних переможців. Пруссія й Росія, фактично, ділили Польщу; Австрія отримала терени згідно з Першим поділом 1772.
Росія вимагала приєднання всіх територій Варшавського герцогства. Отримати всі її надбання від трьох попередніх поділів разом з Білостоком і навколишнім краєм, отриманим в 1807. Зазіханням Росії на всі терени Варшавського герцогства протистояли інші європейські переможці.
Пруссія отримала знов територію, що її вперше отримала за Першого поділу і яку довелося віддати Варшавському герцогству в 1807. «Велике Князівство Познанське» — частина з територій, які Пруссія завоювала при Другому поділі, її також довелося віддати в 1807. Ця територія мала площу приблизно 29,000 км².
З міста Кракова і деяких територій Варшавського герцогства було створено напівавтономне Вільне місто Краків, під «захистом» його трьох потужних сусідів. Площа міста становила 1164 км², населення близько 88,000 осіб. Місто врешті-решт анексувала Австрія в 1846.
Велика частина колишнього Варшавського герцогства, площею приблизно 128,000 км²., відновилась як «Царство Польське», в особистій унії з Росією. Де-факто російська маріонеткова держава мала окремий статус лише до 1831, коли її фактично анексувала Російська імперія.

## Велике князівство Варшавське
Варшавське герцогство зазвичай сьогодні називають Велике князівство Варшавське. Проте у французькій мові, яка була дипломатичною мовою того часу, так і звичайно в мові Французької імперії яка створила цю квазі-державу, слова «князівство» не було, а було саме «герцогство».
Стаття 5 Тільзитського договору [Архівовано 9 березня 2019 у Wayback Machine.], яка надає назву герцогству, Угода про унії з Саксонією, стаття 1 Акт Віденського конгресу, який фактично скасував унію, посилаючись на французьке «Duché de Varsovie».